# 平鹿町中吉田
平鹿町中吉田（ひらかまちなかよしだ）は、秋田県横手市の大字。郵便番号は013-0106。人口は1,154人、世帯数は378世帯（2020年10月1日現在）。旧平鹿郡平鹿町中吉田、旧平鹿郡吉田村大字中吉田、旧平鹿郡中吉田村・東石塚村・客殿薊谷地村（きゃくでんあざみやちむら）の一部に相当する。

## 地理
平鹿地域の中央部に位置しており、水田中心の農村地帯である。国道107号が東西に横断し、中清水集落を中心として周辺に小規模な集落が点在している。湧水地であり、杢兵衛沼などを中心とした白藤清水自然公園が所在する。
全域が都市計画区域に含まれるが、区域区分非設定区域となっている。都市計画法上の用途地域には指定されていない。

### 小字
2024年（令和6年）10月5日時点での「横手市（秋田地方法務局大曲支局）登記所備付地図データ」、デジタル庁公表の「アドレス・ベース・レジストリ」の「秋田県 横手市 町字マスター（フルセット） データセット」、横手市公表のオープンデータによれば、平鹿町中吉田の小字は以下の通りである。
| 町・字       | 町・字       | 出典 | 出典         | 出典       |
| 大字         | 小字         | 登記 | 町字マスター | 行政区一覧 |
| ------------ | ------------ | ---- | ------------ | ---------- |
| 平鹿町中吉田 | 字家ノ後     | ○    | ○            | ○          |
| 平鹿町中吉田 | 字一盃清水   | ○    | ○            | ○          |
| 平鹿町中吉田 | 字稲荷前     | ○    | ○            | ○          |
| 平鹿町中吉田 | 字下谷地     | ○    | ○            | ×          |
| 平鹿町中吉田 | 字下藤根     | ○    | ○            | ○          |
| 平鹿町中吉田 | 字下藤根西   | ○    | ○            | ○          |
| 平鹿町中吉田 | 字家ノ前     | ○    | ○            | ○          |
| 平鹿町中吉田 | 字蟹沢       | ○    | ○            | ○          |
| 平鹿町中吉田 | 字蟹沢西     | ○    | ○            | ○          |
| 平鹿町中吉田 | 字蟹沢東     | ○    | ○            | ○          |
| 平鹿町中吉田 | 字客殿       | ○    | ○            | ○          |
| 平鹿町中吉田 | 字堅田       | ○    | ○            | ○          |
| 平鹿町中吉田 | 字古城       | ○    | ○            | ○          |
| 平鹿町中吉田 | 字古新辺谷地 | ○    | ○            | ○          |
| 平鹿町中吉田 | 字狐森       | ○    | ○            | ○          |
| 平鹿町中吉田 | 字五十石     | ○    | ○            | ○          |
| 平鹿町中吉田 | 字上谷地     | ○    | ○            | ×          |
| 平鹿町中吉田 | 字上藤根     | ○    | ○            | ○          |
| 平鹿町中吉田 | 字杉ノ下     | ○    | ○            | ×          |
| 平鹿町中吉田 | 字清水ノ上   | ○    | ○            | ○          |
| 平鹿町中吉田 | 字西小路     | ○    | ○            | ×          |
| 平鹿町中吉田 | 字石塚       | ○    | ○            | ○          |
| 平鹿町中吉田 | 字川登碇     | ○    | ○            | ×          |
| 平鹿町中吉田 | 字大柳       | ○    | ○            | ○          |
| 平鹿町中吉田 | 字谷地中     | ○    | ○            | ○          |
| 平鹿町中吉田 | 字竹原       | ○    | ○            | ○          |
| 平鹿町中吉田 | 字中清水     | ○    | ○            | ○          |
| 平鹿町中吉田 | 字中清水上   | ○    | ○            | ○          |
| 平鹿町中吉田 | 字中谷地     | ○    | ○            | ○          |
| 平鹿町中吉田 | 字中藤根     | ○    | ○            | ○          |
| 平鹿町中吉田 | 字中藤根下   | ○    | ○            | ○          |
| 平鹿町中吉田 | 字中野       | ○    | ○            | ×          |
| 平鹿町中吉田 | 字追分       | ○    | ○            | ○          |
| 平鹿町中吉田 | 字塚ノ下     | ○    | ○            | ×          |
| 平鹿町中吉田 | 字塚ノ腰     | ○    | ○            | ×          |
| 平鹿町中吉田 | 字田ノ植     | ○    | ○            | ○          |
| 平鹿町中吉田 | 字田中       | ○    | ○            | ○          |
| 平鹿町中吉田 | 字東川端     | ○    | ○            | ○          |
| 平鹿町中吉田 | 字年子狐     | ○    | ○            | ○          |
| 平鹿町中吉田 | 字備前谷地   | ○    | ○            | ○          |
| 平鹿町中吉田 | 字尾巻       | ○    | ○            | ○          |
| 平鹿町中吉田 | 字浮蓋       | ○    | ○            | ×          |
| 平鹿町中吉田 | 字福田       | ○    | ○            | ○          |
| 平鹿町中吉田 | 字夜光       | ○    | ○            | ○          |
| 平鹿町中吉田 | 字野開       | ○    | ○            | ○          |
| 平鹿町中吉田 | 字野村       | ○    | ○            | ○          |
| 平鹿町中吉田 | 字薬師堂浦   | ○    | ○            | ○          |
| 平鹿町中吉田 | 字柳持       | ○    | ○            | ○          |
| 平鹿町中吉田 | 字和村       | ○    | ○            | ○          |
| 平鹿町中吉田 | 字和村西     | ○    | ○            | ○          |
| 平鹿町中吉田 | 字和村東     | ○    | ○            | ○          |

## 歴史
吉田の地名は鎌倉時代から出羽国平鹿郡の郷村名として見え、江戸時代初期には吉田村となっていたが、元和2年（1616年）に上吉田村・中吉田村・下吉田村の3村に分割された。
享保15年（1730年）の『六郡郡邑記』では、中吉田村は6の枝郷の総称で、藤根村・柳餅村・西小路村・福田村・中村・下藤根村がある。この内、藤根村が本郷的な役割を果たし、中吉田村の別称を持った。後年の菅江真澄の『雪の出羽路 平鹿郡』では、新たな枝郷として竹原村・野村・大道村・田野上村・蟹沢村・藤沢村が見える。戸数は、『享保郡邑記』では114軒、『秋田風土記』で86軒、『雪の出羽路』で109軒とある。なお、1876年に中吉田村が吸収合併した東石塚村には枝郷・八気村が、客殿薊谷地村には川登村がある。
『文政五年検地絵図』によれば、中吉田村は湧き水が多く、清水川、麿清水、観音清水、一杯清水などが見られる。また、嘉兵衛沼、助右衛門沼、惣三郎沼、竹原沼といった沼も見える。

### 沿革
- 1872年（明治5年）2月 - 秋田県第14大区第6小区に属する[15]。
- 1873年（明治6年）7月 - 秋田県第6大区第5小区に属する[16]。
- 1876年（明治9年）- 客殿薊谷地村の一部、東石塚村と深間内村の枝郷・和村を吸収合併[17][13]。
- 1889年（明治22年）4月1日 - 町村制施行に伴い、上吉田間内村・中吉田村・下吉田村が合併し、吉田村となる[18][19]。中吉田村は吉田村大字中吉田となる。
- 1956年（昭和31年）9月20日 - 浅舞町と吉田村が合併し、平鹿町となる[20]。平鹿町大字中吉田となる。
- 2005年（平成17年）10月1日 - 〈旧〉横手市と平鹿町など平鹿郡5町2村が合併し、横手市となる。横手市平鹿町中吉田となる。

## 世帯数と人口
2020年（令和2年）10月1日現在の世帯数と人口は以下の通りである。
| 大字         | 小字       | 世帯数  | 人口    |
| ------------ | ---------- | ------- | ------- |
| 平鹿町中吉田 | 字古城     | 47世帯  | 150人   |
| 平鹿町中吉田 | 字田ノ植   | 30世帯  | 92人    |
| 平鹿町中吉田 | 字蟹沢     | 26世帯  | 97人    |
| 平鹿町中吉田 | 字狐森     | 9世帯   | 30人    |
| 平鹿町中吉田 | 字村東     | 42世帯  | 134人   |
| 平鹿町中吉田 | 字中藤根   | 36世帯  | 131人   |
| 平鹿町中吉田 | 字福田     | 39世帯  | 133人   |
| 平鹿町中吉田 | 字一盃清水 | 29世帯  | 83人    |
| 平鹿町中吉田 | 字中清水   | 37世帯  | 129人   |
| 平鹿町中吉田 | 字年子狐   | 95世帯  | 230人   |
| 平鹿町中吉田 | 字上藤根   | 30世帯  | 79人    |
| 計           | 計         | 359世帯 | 1,108人 |

### 人口・世帯数の推移
以下は国勢調査による1995年（平成7年）以降の人口の推移。
| 年                 | 人口  |
| ------------------ | ----- |
| 1995年（平成7年）  | 1,448 |
| 2000年（平成12年） | 1,335 |
| 2005年（平成17年） | 1,294 |
| 2010年（平成22年） | 1,405 |
| 2015年（平成27年） | 1,273 |
| 2020年（令和2年）  | 1,154 |

以下は国勢調査による1995年（平成7年）以降の世帯数の推移。
| 年                 | 世帯数 |
| ------------------ | ------ |
| 1995年（平成7年）  | 351    |
| 2000年（平成12年） | 348    |
| 2005年（平成17年） | 359    |
| 2010年（平成22年） | 410    |
| 2015年（平成27年） | 379    |
| 2020年（令和2年）  | 359    |

## 小・中学校の学区
市立小・中学校に通う場合、学区（校区）は以下の通りとなる。
| 小字                                                            | 小学校             | 中学校             |
| --------------------------------------------------------------- | ------------------ | ------------------ |
| 字年子狐・字竹原・字柳持、字上藤根の国道107号沿線の六ヶ村堰以西 | 横手市立浅舞小学校 | 横手市立平鹿中学校 |
| その他の全域                                                    | 横手市立吉田小学校 | 横手市立平鹿中学校 |

## 交通

### 道路
- 国道107号

### バス
羽後交通
- 川登（横手・本荘線）
- 中清水（横手・本荘線）
- 藤根（横手・本荘線）
- 南藤根（横手・本荘線）

横手市コミュニティバス
- 高口（蛭野石成線、吉田馬鞍線）
- 野村（吉田馬鞍線）
- 蟹沢（吉田馬鞍線）
- 上藤根（吉田馬鞍線）
- 下藤根（吉田馬鞍線）

## 施設
- 羽後吉田郵便局（字田ノ植34番地1）[28]
- 白藤神社（字上藤根23番地）[29]
祭神：市杵嶋姫命・天照皇大御神・稲倉魂命・久々理姫命・ 大国主命・少彦名命、祭日：8月15日[29]
- 白藤清水自然公園（字年子狐）[5]